# 曹疏影
曹疏影（1979年—），香港詩人、童話作家，自由撰稿人，出生於哈爾濱，北京大學文學碩士，現居台灣。有詩歌、散文、評論被收入各種選本出版，曾獲2009年度劉麗安詩歌獎，2010年台灣時報文學獎、香港中文文學獎、香港文學雙年獎、第八屆楊牧詩獎、OPENBOOK十大好書。曾於上海《東方早報》連載童話《和呼咪一起釣魚》，香港《明報》連載專欄《南轅北轍》，在《北京青年週刊》連載專欄《廿九胃》。

## 著作

### 詩集
- 《金雪》(香港,kubrick,2013)
- 《她的小舌尖時時救我》(台北，黑眼睛文化，2021)ISBN：978-986-6359-87-3
- 《石榴海難》（台北，聯合文學，2025）

### 童話集
- 《和呼咪一起釣魚》(台北，唐山出版社，2008)

## 《虛齒記》(香港,kubrick,2011)
- 《翁布里亞的夏天》(北京,華僑出版社,2012)

### 合輯
- 《媽媽+1：二十首絕望與希望的媽媽之歌》(台北，黑眼睛文化，2018)
- 《小孩遇見詩：五個媽媽》、《小孩遇見詩：想和你一起曬太陽》(台北，木馬文化，2020)
- 《爵士詩選》(台北，黑眼睛文化，2020)

### 編輯
- 《是她也是你和我：準來港女性訪談錄》(香港,香港婦女基督徒協會,2008)[2]與鄧小樺合編